# Harun al-Rashid
Harun al-Rashid (på arabiska هارون الرشید), i äldre svensk litteratur Harun er-Rasjid, född 763, död 809, var abbasidisk kalif i Bagdad 786-809. Harun växte upp i den persiska staden Balkh som lydde under den barmakidiska dynastin. Han blev föremål för flera myter och berättelser, varav åtskilliga förekommer i det litterära verket Tusen och en natt.

## Uppväxt
Harun var son till den tredje abbasidiske kalifen, Muhammad ibn Mansur al-Mahdi, och en jemenitisk slav, Khayzuran. Hans mor fick stort inflytande i statsangelägenheterna och påverkade Harun mycket.
Efter det att Harun redan som prins hade deltagit i framgångsrika fälttåg mot Bysans ödelade han det bysantinska Anatolien åren 780 och 782 och nådde till och med Konstantinopels asiatiska utkanter. Han hade dock inte för avsikt att inta den väl befästa bysantinska huvudstaden utan endast demonstrera kalifatets krigsförmåga. År 786 avbröt den bysantinska kejsarinnan Irene tributet hon blivit ålagd att betala till kalifatet efter förlusten fyra år tidigare och öppet krig bröt åter ut. Bysantinarna erövrade den befästa staden Hadath i Kilikien och nådde inledningsvis framgångar. Samma år besteg Harun kalifatets tron och tog initiativet i kriget som skulle avslutas till fördel för abbasiderna år 798.

## Kalif

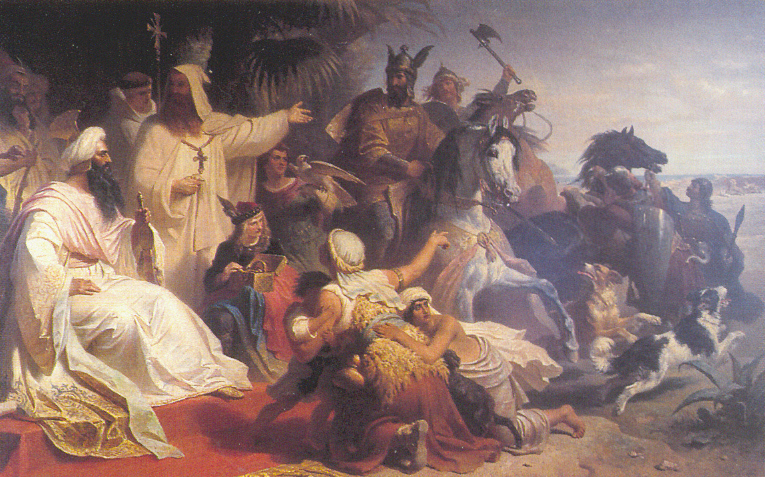
Kalif Harun al-Rashid tar emot Karl den stores delegation, målning av Julius Köckert 1864

Harun lade grunden för det välkända biblioteket i Bagdad, Visdomens hus, som kännetecknade det litterära och akademiska centrum som staden blev. Biblioteket skulle genomgå sina glansdagar under Haruns son, kalif Al-Mamun. Under hans tid vid makten nådde det Abbasidiska kalifatet politiskt, ekonomiskt och kulturellt sin höjdpunkt. År 796 flyttade Harun hela kalifatets administration från Bagdad till ar-Raqqa vid floden Eufrats strand. Efter hans död blev Bagdad åter kalifatets huvudstad.
Han upprättade goda förbindelser med Tangdynastin i Kina vilket banade väg för ökad handel och kunskapsutbyte. Han var även samtidig med Karl den store, med vilken han utbytte beskickning och gåvor. Bland de gåvor som Harun gav till Karl den store brukar nämnas ett vattenur och den asiatiska elefanten Abul-Abbas.
Den politiska stabiliteten säkrades av de bamarkidiska vesirerna och handelsförbindelser med Kina (Haruns sändebud i Xi'an), Indien och Europa upprätthölls. Liksom sin umayyadiske föregångare kalif Umar II förordnade Harun år 807 att alla kristna och judar skulle bära ett särskilt igenkänningstecken på kläderna. Detta lär ha gått ut på att judar skulle bära ett gult och kristna ett blått bälte.

### Uppror och splittring
Abbasidiska kalifatet var vid början av Haruns regeringstid relativt centralstyrt men sociala spänningar rådde på grund av stora skattepålagor. Det var under Haruns regeringsperiod som det väldiga riket började att splittras. Främst de nordafrikanska vasallerna uppnådde totalt oberoende. Uppror pågick på grund av överbeskattning i Egypten. År 800 tvingades man byta ut den muhallabidiska härskardynastin i Ifriqiya som totalt hade tappat kontrollen; den nya aghlabidiska dynastin blev endast nominellt underordnad kalifen. Idrisiderna i dagens Marocko bröt helt med det sunnimuslimska kalifatet och upprättade en oberoende shiamuslimsk dynasti i västra Maghreb.

### Krig med Bysans
År 802 störtades kejsarinnan Irene och Nikeforos I blev bysantinsk kejsare. Han slutade omedelbart betala tribut till Harun vilket ledde till ett nytt krig mellan Abbasidiska kalifatet och Bysantinska riket. Efter att inledningsvis ha besegrat araberna i flera slag invaderades Anatolien år 806 av en här på över 130 000 man under ledning av Harun. Nikeferos tvingades år 807 sluta fred och fortsätta betala tribut till kalifatet.

### Död
Harun al-Rashid dog år 809 i staden Tus i Khorasan under ett fälttåg mot upprorsmakare i Transoxanien. Redan år 802 hade han delat upp sitt rike mellan sina söner Al-Amin och Al-Mamun. Detta beslut kom att leda till en tronföljdskris som tog sig formen av ett inbördeskrig. Trots att Al-Mamun segrade över sin äldre bror år 813 fortsatte inbördeskriget fram till år 827 och försvagade kalifatet kraftigt.
Bland dagens muslimer är Harun al-Rashid inte oomstridd på grund av sin moral och brutalitet, medan han i västvärlden mest har blivit uppmärksammad genom sagosamlingen Tusen och en natt där både Harun och hans hustru Sitt Zubayda är ofta förekommande och centrala personer.